# Vita somnium breve
Vita somnium breve è un dipinto a olio su tela (180x114 cm) del pittore svizzero Arnold Böcklin, realizzato nel 1888 e conservato nel Kunstmuseum di Basilea. 

## Descrizione e simbolismo
L'opera appartiene al periodo in cui l'artista esplorava i temi legati alla vita, alla morte e alla transitorietà dell'esistenza umana. Il dipinto raffigura una scena misteriosa e onirica. Al centro dell'opera si erge una figura femminile, semivestita. Il volto della donna è sereno e calmo, ma al tempo stesso riflette una profonda malinconia. Alcuni alberi si alzano sullo sfondo  mentre in cielo, nuvole bianche si accumulano, evocando un senso di mistero.
Il dipinto può essere interpretato come una riflessione sull'effimero della vita umana e sulla sua natura transitoria. La figura femminile rappresenta la fragilità dell'esistenza umana, simboleggiando la bellezza che svanisce nel corso del tempo. L'ambiente tranquillo e primaverile che circonda la figura suggerisce anche un senso di eternità e un legame tra la vita terrena e quella spirituale.